# Need for Speed: Heat
Need for Speed: Heat is een computerspel ontwikkeld door Ghost Games en uitgegeven door Electronic Arts voor Windows, PlayStation 4 en Xbox One. Het racespel is uitgekomen op 8 november 2019.

## Gameplay
Het openwereldspel speelt zich af in Palm City, een fictieve versie van Miami in de Amerikaanse staat Florida. De speelwereld bevat zowel bergachtig gebied als vlakke open velden waar de speler doorheen kan racen. Overdag kan men racen in Speedhunter Showdown-competities, die spelers belonen met geld om te besteden aan nieuwe auto's en upgrades. 's Nachts kan men deelnemen aan illegale straatraces om REP-punten (reputatie) te verkrijgen. Met de REP-punten kan de speler naar een hoger niveau gaan, waardoor nieuwe auto's en onderdelen ontgrendeld worden.
Wanneer de speler stopt met zijn voertuig of dichtbij een politie-eenheid blijft, dan is hij betrapt en moet er een boete worden betaald en worden (bijna) alle REP-punten ingenomen. 
Er zijn 127 auto's van 33 fabrikanten aanwezig in het spel. Nieuw is de terugkeer van auto's van Ferrari, en prestatie-upgrades van de auto worden niet meer met willekeurige Speedcards gegeven. Deze upgrades zijn in dit spel vrij te spelen door het winnen van races en REP-punten. Electronic Arts bracht ook een app uit voor Android en iOS, waarmee de speler zijn of haar auto's kan verzamelen en aanpassen, om deze vervolgens weer in het spel te importeren.

## Ontwikkeling
Het is het 24e deel in de Need for Speed-serie en laatste spel voor ontwikkelaar Ghost Games. EA besloot om de ontwikkeling van de spelserie te overhandigen aan Criterion Games, die eerder twee andere NFS-spellen hebben ontwikkeld en ook de Burnout-serie ontwikkelen.

## Ontvangst
| Recensiescore       | Recensiescore                 |
| Recensieverzamelaar | Score                         |
| ------------------- | ----------------------------- |
| Metacritic          | 72% (pc) 72% (PS4) 74% (XONE) |
| Publicist           | Score                         |
| Game Informer       | 7,75                          |
| GameSpot            | 7                             |
| IGN                 | 8                             |
| PC Gamer (VS)       | 3/5                           |

Het spel ontving gemengde recensies. Men prees de verbeteringen die waren gedaan ten opzichte van het rebootspel uit 2015 en Payback, maar critici vonden dat dit op sommige punten nog te matig was doorgevoerd.
Op Metacritic, een recensieverzamelaar, heeft het spel scores van 72% (voor pc- en PS4-versies) en 74% (Xbox One).  